# Internationale Luchthaven Kansai

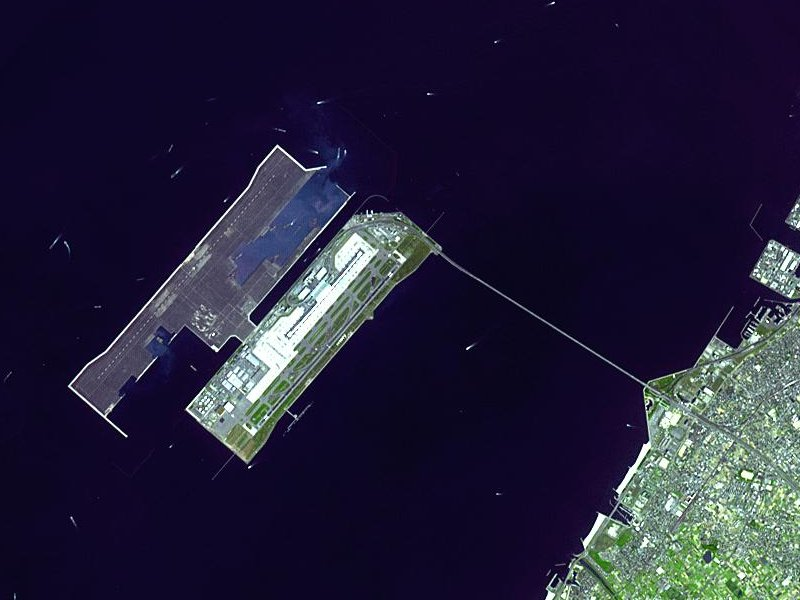
Luchtfoto van de luchthaven

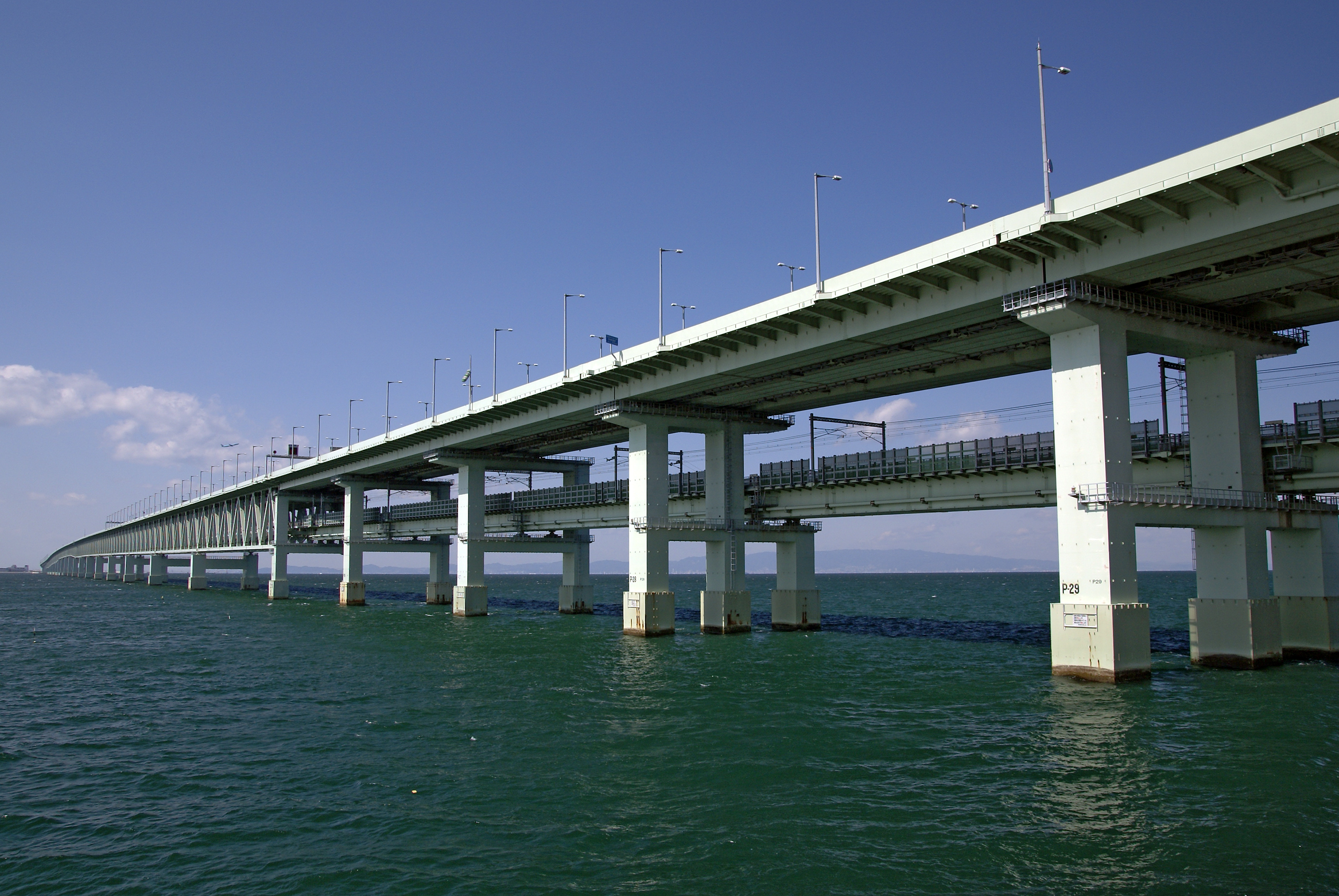
Brug naar het vasteland

De Internationale Luchthaven Kansai (Japans: 関西国際空港, Kansai Kokusai Kūkō) is een internationale luchthaven ten zuiden van Osaka (Japan). De luchthaven is gebouwd op een kunstmatig eiland in het midden van de Baai van Osaka, voor de kust van de steden Sennan, Izumisano en de gemeente Tajiri in de prefectuur Osaka.

## Bouw
De luchthaven werd aangelegd om de economie van de regio Kansai te versterken. De bestaande luchthaven van Osaka was omgeven door bebouwing en kon daarom niet verder worden uitgebreid. Oorspronkelijk zou de nieuwe luchthaven bij Kobe worden gebouwd, maar het stadsbestuur van Kobe was hier op tegen. Uiteindelijk werd besloten om de luchthaven op een kunstmatig eiland aan te leggen, wat ook het voordeel had dat de luchthaven 24 uur per dag open kon blijven.
Kansai is de eerste luchthaven op een kunstmatig eiland. De terminal van de luchthaven is de langste ter wereld, en de brug naar het vasteland is de langste vakwerkbrug ter wereld. Kansai werd in 2001 uitgeroepen tot Civil Engineering Monument of the Millennium, een jaarlijkse prijs van de American Society of Civil Engineers. In de World Airport Awards van 2006 kwam de luchthaven vierde in de categorie Airport of the Year.
De bouw van de luchthaven was een van de meest prestigieuze en complexe bouwprojecten van de moderne tijd. Het eiland moest zowel aardbevingen als tyfoons kunnen weerstaan. Het project is ook een van de duurste ondernemingen aller tijden; het heeft naar schatting 15 miljard dollar gekost.
In 1987 begon de aanleg van het kunstmatige eiland van 4 kilometer bij 1 kilometer. De dijk om het eiland heen kwam gereed in 1989, een jaar later gevolgd door de brug van 3,75 kilometer naar het vasteland. In 1991 was het eiland ingevuld en kon de bouw van de terminal beginnen. Deze terminal had een speciale constructie nodig omdat het nieuw aangelegde eiland langzaam zonk. De terminal, ontworpen door Renzo Piano en Noriaki Okabe, is 1,7 kilometer lang.
De luchthaven opende op 4 september 1994. Een jaar later vond een grote aardbeving plaats bij Kobe, 20 kilometer verderop. De luchthaven bleef echter onbeschadigd; zelfs de ramen bleven heel. Ook een tyfoon in 1998, met windsnelheden tot 200 kilometer per uur, berokkende geen noemenswaardige schade aan de luchthaven.

## Gebruik
De beheerder van de luchthaven is New Kansai International Airport Company. De beheerder heeft als grootaandeelhouders Orix Corporation en VINCI Airports, die elk 40% van de aandelen houden. In december 2015 werd de concessie getekend om de luchthaven voor 44 jaar te beheren.
Kansai is de thuisbasis van All Nippon Airways, Japan Airlines en Nippon Cargo Airways. KLM vloog op 6 september 1994 voor het eerst naar Kansai. Toentertijd vloog KLM nog twee keer per week naar Kansai met de Boeing 747-400.
Gedurende de 20 jaar dat de luchthaven in bedrijf is, heeft het aantal reizigers geschommeld tussen de 15 en 20 miljoen per jaar. Het aantal vliegtuigbewegingen lag tussen de 100.000 en 140.000 per jaar.
| Jaar | Totaal passagiers | Totaal vliegtuig- bewegingen |
| ---- | ----------------- | ---------------------------- |
| 1994 | 5.082.000         | 34.000                       |
| 1995 | 16.510.000        | 105.000                      |
| 2000 | 20.492.000        | 123.000                      |
| 2005 | 16.279.000        | 111.000                      |
| 2010 | 14.353.000        | 107.000                      |
| 2015 | 23.218.429        | 163.506                      |
| 2020 | 6.560.067         | 83.420                       |

## Transport over land

### Trein
Naar Kansai rijden zowel de Nankai (privé-spoorwegmaatschappi) als de West Japan Railway Company (JR West).
Nankai rijdt naar Station Namba (30 min.) .
JR West rijdt naar Station Tennoji (30 min.), waar passagiers kunnen overstappen op de Osaka-ringlijn zodat men andere gedeelten van Groot-Osaka kan bereiken.

### Bus
Er zijn regelmatige busverbindingen naar veel bestemmingen in Groot-Osaka. De onderstaande reistijden zijn schematijden en kunnen langer zijn vanwege files rondom Osaka.
- Station Osaka — 50 min.
- Station Kioto — 90 min.
- Station Himeji — 110 min.
- Luchthaven Osaka (Luchthaven Itami) — 70 min.